# Gheorghe Antochi
Gheorghe Antochi (n. 21 noiembrie 1942, Vatra, România) este un fost un inginer agronom și politician român care a ocupat funcția de deputat în legislatura 2008-2012. Numele lui este legat de Societatea româno - germană Agricola Internațional S.A. al cărui director a fost între anii 1994 - 1996, iar din 1997 până în 2008 a fost președintele acesteia.

## Biografie

### Studii
Gheorghe Antochi s-a născut în 21 noiembrie 1942 în satul Vatra, comuna Hudești, județul Botoșani. A urmat cursurile elementare în perioada 1949 - 1953 la școala din Vatra. După absolvire, s-a înscris la Liceul Grigore Ghica din Dorohoi unde a fost elev până în anul 1960. Între anii 1960 - 1965, a devenit student al Institutului Agronomic „Ion Ionescu de la Brad” din Iași ca bursier al Sfatului Popular Regional Suceava. Ulterior a făcut stagiul militar la T.R. ( termen redus ) în cadrul Școlii de ofițeri în rezervă Radna - Lipova din județul Arad, de unde a ieșit cu gradul de sublocotenent, fiind apoi înaintat la gradul de locotenent - major.
A făcut studii de perfecționare postuniversitare între 1972 - 1974 la Institutul de Perfecționare a Pregătirii Cadrelor din Economie și Administrație. În 1997 și-a susținut doctoratul în agronomie la Universitatea de Științe Agronomice și Medicină Veterinară din București cu lucrarea „Resursele biologice și tehnologice pentru creșterea producției de cartofi”.

### Carieră
După terminarea studiilor, Gheorghe Antochi a fost repartizat ca tânăr inginer la Gospodăria Agricolă de Stat Letea din Bacău. Acolo a lucrat  între anii 1966 - 1967 și din 1967 până în 1971 a fost șef de fermă la Întreprinderea de Stat, Bacău. A fost avansat ca inginer - șef și apoi a îndeplinit funcția de director în perioada 1971 - 1978. Anul 1978 a fost cel în care a fost numit ca director general la Direcția Generală pentru Agricultură și Industrie alimentară din județul Bacău, funcție pe care a avut-o până în 1985. Din 1975 până în 1989 a fost numit ca secretar cu agricultura în cadrul Consiliului Județean de Partid Bacău. În 1990 a fost director general la Direcția Generală pentru Agricultură și Industrie Alimentară din Bacău.
Gheorghe Antochi a condus în 1991 Departamentul Întreprinderilor de Stat și Departamentul Agriculturii Private, după care a fost numit secretar de stat în Ministerul Agriculturii și Alimentației până în 1994. Numele lui este legat de Societatea româno - germană Agricola Internațional S.A. al cărui director a fost între anii 1994 - 1996, iar din 1997 până în 2008 a fost președintele acesteia. A fost ales deputat în Camera Deputaților în legislatura 2008 - 2012.
A fost căsătorit cu Ana Fluture, născută în comuna Botoșana din județul Suceava, cu care are două fiice - Florina Ana Antochi, medic neurolog la Spitalul Universitar București, și Adriana Maria, medic stomatolog.

## Activitate profesională
- 2008 - 2012: deputat - Parlamentul României;[5]
- 2008 - 2012: Membru al Consiliului Național PSD;
- 2007 - 2008: Vicepreședinte, Patronatul Român al Cărnii de Porc;
- 2005 - 2012: Membru al Comitetului Județean PSD Bacău;
- 2000 - 2004: Consilier județean PSD;
- 1997 - 2008: Președinte S.C. Agricola Internațional S.A. Bacău;
- 1994 - 1996: Director, reprezentanța din București a S.C. Agricola Internațional S.A. Bacău;
- 1991 - 1994: Secretar de stat, Ministerul Agriculturii și Alimentației;
- 1990 - 1991: Director general, Direcția generală pentru Agricultură și Industrie Alimentară Bacău;
- 1985 - 1990: Secretar cu agricultura, Comitetul Județean de Partid Bacău;
- 1978 - 1985: Director general, Direcția generală pentru Agricultură și Industrie Alimentară Bacău;
- 1977 - 1978: Director, Întreprinderea Agricolă de Stat Bacău;
- 1971 - 1977: Inginer șef, Întreprinderea Agricolă de Stat Bacău;
- 1967 - 1971: Șef fermă Sărata, Întreprinderea Agricolă de Stat Bacău;
- 1966 - 1967: Inginer, Gospodăria Agricolă de Stat Letea, Bacău.